# Мортимеры
Мортимеры (англ. Mortimer) — английский дворянский род нормандского происхождения в Средние века. На протяжении почти четырёхсот лет (с середины XI века до второй четверти XV века) Мортимеры неизменно являлись одними из наиболее влиятельных баронов Валлийской марки и играли ведущие роли в процессе подчинения Уэльса, а с XIV века — в завоевании Ирландии. Центром территориальной власти рода исторически служил Вигморский замок на валлийской границе, а в период наивысшего расцвета владения Мортимеров включали земли в Шропшире и Херефордшире, почти весь Радноршир и Денбишир, значительную часть Брекнокшира и Монмутшира, а также обширные владения в Ольстере, Коннахте и Мите, не считая небольших ленов в южноанглийских графствах и Пембрукшире. С начала XIV века глава дома Мортимеров носил титула графа Марча, с конца XIV века — также титул графа Ольстера. Среди представителей рода наиболее известны Роджер Мортимер, 1-й граф Марч (1287—1330), организатор свержения короля Эдуарда II и фактический правитель Англии в 1326—1330 гг.; Эдмунд Мортимер (1376—1409), соратник Оуайна Глиндура и один из лидеров восстания против короля Генриха IV; а также Эдмунд Мортимер, 5-й граф Марч (1391—1425), наследник английского престола, лишённый своих прав после установления династии Ланкастеров. Со смертью последнего прямая мужская линия дома пресеклась, после чего земли и титулы Мортимеров перешли племяннику Эдмунда Ричарду Йоркскому, основателю английской королевской династии Йорков.

## Происхождение
Основателем рода Мортимеров, вероятно, являлся нормандский рыцарь Роджер де Мортемер, чьи владения располагались в Верхней Нормандии, в области Па-де-Ко с центром в замке Сен-Виктор-ан-Ко. Фамилия Мортимер, очевидно, восходит к старофранцузскому morte mer, означавшему «мёртвую воду», болото. Роджер де Мортемер, по легенде, был родственником Вильгельма де Варенна и происходил от сестры Гунноры, супруги Ричарда I, герцога Нормандии. В 1054 году Роджер де Мортемер участвовал в отражении французского вторжения в Нормандию, но за приют, предоставленный Роджером Раулю де Валуа, одному из лидеров этого вторжения, владения Мортемара были конфискованы, а сам он изгнан из Нормандии. Вскоре, однако, Роджеру удалось примириться с герцогом Вильгельмом, а в 1066 году он принял участие в нормандском завоевании Англии и, возможно, сражался в битве при Гастингсе. Среди участников этой битвы Роберт Вас упоминает также некого Гуго де Мортимера, который, возможно, был младшим сыном или братом Роджера де Мортемера.

## Основные представители

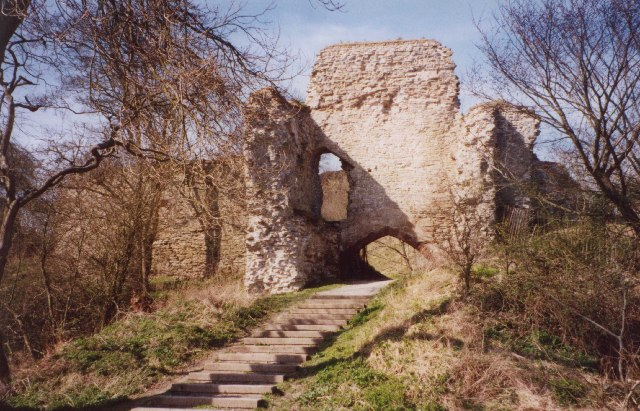
Руины замка Вигмор — родовой резиденции Мортимеров

После завершения завоевания Англии Роджер де Мортемер или его сын Ральф де Мортимер получили от короля Вильгельма I значительные земельные владения в западноанглийских графствах — в Херефордшире и Шропшире. Когда в 1075 году был подавлен мятеж трёх графов, Ральфу также была передана часть бывших владений Роджера Фиц-Вильяма, графа Херефорда, в том числе замок Вигмор на валлийской границе, который стал главной резиденцией Мортимеров и базой их экспансии в направлении Уэльса. По данным «Книги страшного суда» 1085 года во владении Ральфа де Мортимера находилось 123 манора, что делало его одним из крупнейших западноанглийских баронов. В 1100 году Ральф основал аббатство Вигмор, служившее в дальнейшем родовой усыпальницей дома Мортимер.
Ральф де Мортимер и его сын и наследник Гуго де Мортимер (ум. ок. 1180) в первой половине XII века развернули активную экспансию в направлении Центрального Уэльса, постепенно подчинив междуречье Уая и Северна (кантревы Майлиэнид, Гуртейрнион и Элвайл). В качестве баронов Валлийской марки Мортимеры добились признания широкой автономии на территории своих владений, включая право исключительной судебной и административной юрисдикции. К концу XII века дом Мортимеров стал одним из наиболее влиятельных англонормандских родов Валлийской марки. Хотя в 1196 году войска Роджера де Мортимера (ум. 1214) потерпели сокрушительное поражение от короля Дехейбарта Риса ап Грифида, продвижение Мортимеров в Уэльсе продолжилось. В начале XIII века Ральф де Мортимер (ум. 1246) заключил союз с королём Гвинеда Лливелином ап Иорвертом и женился на его дочери. Его сын Роджер Мортимер, 1-й барон Вигмор (ум. 1282), на протяжении всей своей жизни вёл междоусобную войну с Лливелином ап Грифидом, а также принимал активное участие в баронских войнах в Англии: он сражался на стороне Генриха III в битве при Льюисе в 1264 году и внёс решающий вклад в разгром Симона де Монфора в сражении при Ившеме в 1265 году. Роджеру удалось существенно увеличить могущество дома Мортимер, получив от короля замок Херефорд и, благодаря женитьбе на наследнице дома де Браоз, овладев Раднором, Бильтом, Нарбертом и значительной частью Брекнокшира. В результате Мортимеры стали доминирующей силой в Центральном Уэльсе.

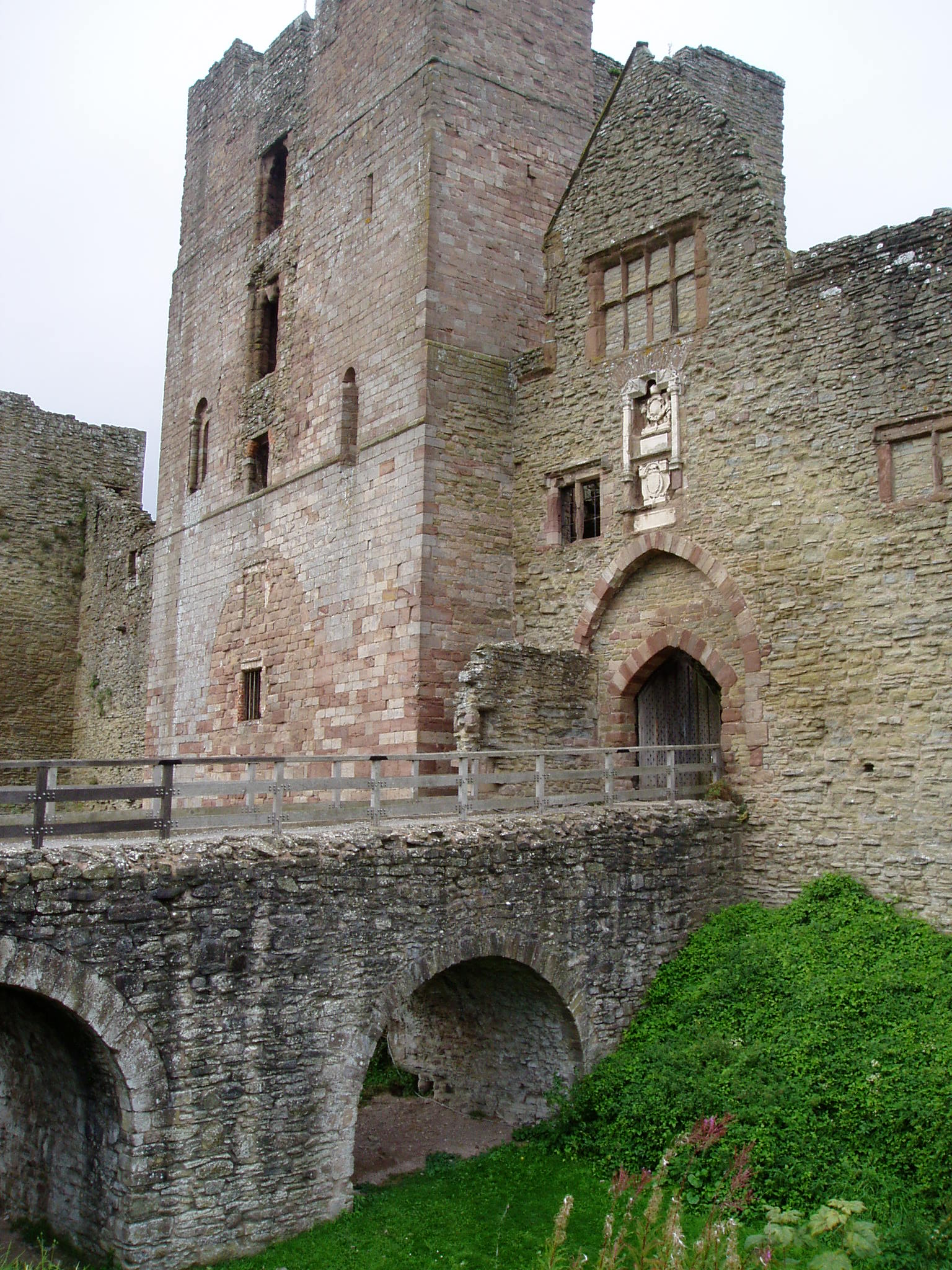
Замок Ладлоу — главная крепость Мортимеров с XIV века

Сын Роджера Эдмунд Мортимер, 2-й барон Вигмор (ум. 1304), участвовал в кампаниях Эдуарда I в Уэльс, причём благодаря хитрости Эдмунда король Лливелин в 1282 году попал в ловушку и был убит, что привело к окончательному завоеванию Уэльса Англией. Наибольший вклад в историю, однако, внёс сын Эдмунда Роджер Мортимер, 1-й граф Марч (ум. 1330). Благодаря женитьбе на наследнице рода де Жуанвиль, уже в молодости Роджер присоединил к своим владениям обширные земли в Ирландии и Уэльсе с замком Ладлоу, который вскоре стал главной крепостью Мортимеров, а позднее — административным центром всей английской администрации в Уэльсе. В 1316 году Роджер был назначен генерал-лейтенантом Ирландии и отразил вторжение шотландских войск Эдуарда Брюса. Спустя несколько лет он принял участие в движении английских баронов против короля Эдуарда II и его фаворитов, но в 1322 году был схвачен и заключён в Тауэр. В 1324 году Роджеру удалось бежать, он перебрался во Францию, где встретился с супругой Эдуарда II королевой Изабеллой и стал её любовником. В 1326 году Изабелла и Мортимер высадились в Англии и, поддержанные баронами, свергли с престола Эдуарда II. На протяжении последующих трёх лет Роджер Мортимер фактически являлся правителем страны, пока в 1330 году в результате переворота власть не перешла к королю Эдуарду III, который немедленно казнил Мортимера и конфисковал его владения.
Владения и титулы Мортимеров были возвращены в 1354 году внуку Роджера, Роджеру Мортимеру, 2-му графу Марч (ум. 1360). Последний участвовал в английских вторжениях во Францию в начальный период Столетней войны, сражался при Креси, осаждал Реймс и Осер. Его сын Эдмунд Мортимер, 3-й граф Марч (ум. 1381), в 1368 году женился на Филиппе Плантагенет, единственной дочери и наследнице Лайонела, герцога Кларенса, второго сына короля Эдуарда III. Благодаря этому браку Эдмунд Мортимер получил титул графа Ольстера, обширные владения в Ирландии и стал членом английской королевской фамилии. Эдмунд играл значительную роль при дворе в конце правления Эдуарда III и в начале царствования Ричарда II, а в 1379—1381 годах исполнял функции наместника Ирландии. Сын Эдмунда Роджер Мортимер, 4-й граф Марч (ум. 1398), в 1385 году был объявлен бездетным Ричардом II наследником английской короны по праву происхождения от второго сына Эдуарда III. Он также был назначен наместником Ирландии, активно боролся против ирландских кланов и был убит в 1398 году в сражении при Келлсе.
В 1399 году король Ричард II был свергнут Генрихом Ланкастером, который был коронован под именем Генриха IV и основал династию Ланкастеров на английском престоле. Генрих IV был сыном Джона Гонта, третьего сына Эдуарда III, и таким образом, если допускать наследование короны по женской линии, его права на престол могли рассматриваться как более слабые, чем права юного Эдмунда Мортимера, 5-го графа Марча (ум. 1425), правнука второго сына Эдуарда III. Поэтому, когда в 1405 году в Англии и Уэльсе вспыхнуло восстание против Генриха IV, мятежники провозгласили своей целью передачу английской короны Эдмунду. Во главе восставших стояли Генри «Горячая Шпора» Перси, Оуайн Глендур и дядя графа Марча Эдмунд Мортимер-старший (ум. ок. 1409). После нескольких лет сопротивления мятеж был подавлен, а граф Марч помещён под стражу. При Генрихе V Эдмунд Мортимер получил свободу и до конца жизни оставался верным соратником короля, участвовал в завоевании Нормандии, а с 1423 года являлся наместником Ирландии. Со смертью Эдмунда в 1425 году мужская линия дома Мортимеров угасла. Титулы и владения Мортимеров перешли по наследству к сыну сестры Эдмунда Анны Мортимер (ум. 1411) Ричарду, герцогу Йоркскому. Позднее Ричард, опираясь на происхождение его матери от Лайонела Плантагенета, выдвинул претензии на английскую корону, что повлекло войну Алой и Белой розы. Сын Ричарда Эдуард IV в 1461 году вступил на престол Англии, основав династию Йорков.

## Генеалогия

### Лорды Вигмор
Роджер де Мортемер (умер до 1086), сеньор де Мортемар-сюр-Ольм; жена: Хависа;
1. Ральф де Мортимер (умер после 1104), сеньор де Сен-Виктор-ан-Ко, участник битвы при Гастингсе; 1-я жена: Мелисенда (ум. до 1088), 2-я жена (ок. 1088): Мабель;
  1. Гуго де Мортимер (возможно, внук Ральфа де Мортимера; умер около 1185), лорд Вигмор; жена: Мод де Мешен (ум. после 1189), племянница Ранульфа де Жернона, графа Честера;
    1. Гуго де Мортимер (умер до 1180), лорд Садбери и Челмерс; жена: Фелиция де Сен-Сидония;
    2. Роджер де Мортимер (умер около 1214), лорд Вигмор; жена: Милисент Феррерс, дочь Роберта Феррерса, графа Дерби; по другой версии: Изабелла Феррерс, дочь Валшелена де Феррьерс, соратника Ричарда Львиное Сердце;
      1. Гуго де Мортимер (умер в 1227, погиб на турнире), лорд Вигмор; жена (до 1210): Аннора де Браоз (ум. после 1241), дочь Уильяма де Браоза;
      2. Ральф де Мортимер (умер в 1246); жена (1230): Гвладис Ди (умерла в 1251), вдова Реджинальда де Браоза и незаконнорождённая дочь Лливелина ап Иорверта, короля Гвинеда;
        1. Роджер Мортимер, 1-й барон Вигмор (1231—1282), участник битвы при Ившеме; жена (1247): Мод де Браоз (умерла в 1301), дочь Уильяма де Браоза;
          1. Ральф Мортимер (умер около 1274), лорд Челмарш, шериф Шропшира и Стаффордшира;
          2. Эдмунд Мортимер, 2-й барон Вигмор (умер в 1304), лорд Мортимер; жена (до 1286): Маргарита де Фиенн (ум. 1334), дочь Уильяма де Фиеннс и правнучка Иоанна де Бриенна, короля Иерусалима;
Далее см. ниже: Графы Марч;
          3. Роджер Мортимер (умер в 1326), лорд Чирк, участник восстания Томаса Ланкастера в 1321 году, арестован и заключён в Тауэр, где и скончался; жена: Люси Ла-Вафр (ум. до 1324). Потомки — Мортимеры из Чирка;
          4. Уильям Мортимер (умер до 1297), лорд Бриджуотер; жена: Хависа де Мусегрос (умерла около 1340);
          5. Маргарита Мортимер (ум. ок. 1296); муж: Роберт де Вер, 6-й граф Оксфорд (ум. 1331);
          6. Изабелла Мортимер (ум. после 1300); 1-й муж (ок. 1260): Джон Фицалан, 7-й граф Арундел (ум. 1272); 2-й муж (до 1273): Ральф д’Ардерн; 3-й муж (1285): Роберт де Гастингс (ум. после 1292);

        2. Джоанна Мортимер; муж (1252): Пирс Корбет, барон Корбет (ум. 1300);
        3. Хью Мортимер (ум. до 1273), лорд Челмарш, шериф Шропшира и Стаффордшира; жена: Агата де Феррерс (ум. 1306), дочь Уильяма де Феррерса, 5-го графа Дерби. Мужская линия потомков Хью Мортимера пресеклась в 1401 году;
        4. Питер Мортимер, священник в Шрусбери;
        5. Изольда Мортимер; 1-й муж: Уолтер Балем; 2-й муж: Хью Одли, лорд Одли;

      3. Джоанна де Мортимер (ум. ок. 1268); муж (после 1212): Валшелин де Бошан (ум. ок. 1236);
      4. Роберт де Мортимер;
      5. Филипп де Мортимер;

    3. Ральф де Мортимер;
    4. Вильям де Мортимер;

  2. Вильгельм де Мортимер (возможно незаконнорождённый), лорд Челмерш и Нетерби;
  3. Роджер де Мортимер (возможно сын Гуго де Мортимера; ум. ок. 1219), основатель линии Мортимеров из Ричардс-Касл; жена: Марджери Феррерс, дочь Гуго де Феррерс и наследница замка Ричардс-Касл;
  4. (1) Хависа де Мортимер; муж: Стефан, граф Омальский (ум. 1127).

### Графы Марч
Эдмунд Мортимер, 2-й барон Вигмор (ум. 1304), лорд Мортимер; жена (др 1286): Маргарита де Фиеннс (ум. 1334), дочь Уильяма де Фиеннс и правнучка Иоанна де Бриенна, короля Иерусалима;
1. Роджер Мортимер (1287—1330), 1-й граф Марч (c 1328), юстициар Ирландии (1319—1321), организатор свержения Эдуарда II и фактический правитель Англии в 1326—1330 гг., казнён в 1330 г.; жена (1306): Джоанна де Женвиль (ум. 1356), дочь Питера де Жуанвиля;
  1. Эдмунд Мортимер (ум. 1331), лорд Мортимер; жена: Элизабет де Бэдлсмир (ум. 1355), дочь Бартоломью де Бэдлсмира;
    1. Роджер Мортимер (1328—1360), 2-й граф Марч (c 1354); жена: Филиппа де Монтегю (ум. 1382), дочь Уильяма де Монтегю, 1-го графа Солсбери;
      1. Эдмунд Мортимер (1352—1381), 3-й граф Марч (с 1360), 6-й граф Ольстер, лорд Коннахт и Клер (c 1368), наместник Ирландии (c 1379); жена (1368): Филиппа Плантагенет (1355—1381), дочь Лайонела Антверпа, герцога Кларенса, второго сына короля Эдуарда III;
        1. Элизабет Мортимер (1371—1417); 1-й муж (до 1379): Генри Перси (1364—1403), сын Генри Перси, 1-го графа Нортумберленда; 2-й муж: Томас де Камойс, лорд Камойс (ум. 1421);
        2. Роджер Мортимер (1374—1398), 4-й граф Марч, 7-й граф Ольстер (c 1381), наследник английского престола (с 1385), наместник Ирландии (с 1392); жена (1388): Элеонора Холланд (ум. 1405), дочь Томаса Холланда, 2-го графа Кента;
          1. Анна Мортимер (1390—1411); муж (1406): Ричард Конисбург, граф Кембридж (1375—1415). Сын Анны Мортимер — Ричард, герцог Йоркский, основатель английской королевской династии Йорков;
          2. Эдмунд Мортимер (1391—1425), 5-й граф Марч, 8-й граф Ольстер (с 1398), потенциальный наследник английского престола, наместник Нормандии (с 1418), член регентского совета в период несовершеннолетия Генриха VI, наместник Ирландии (с 1423); жена: Анна Стаффорд (ум. 1432), дочь Эдмунда, 5-го графа Стаффорда;
          3. Роджер Мортимер (1393—1410);
          4. Элеонора Мортимер (ум. 1414); муж: Эдуард де Куртенэ (ум. 1418), сын Эдуарда де Куртене, графа Девона;

        3. Филиппа Мортимер (1375—1401); 1-й муж (ок. 1385): Джон Гастингс, 3-й граф Пембрук (ум. 1389); 2-й муж (1390): Ричард Фицалан, 11-й граф Арундел и граф Суррей (казн. 1397); 3-й муж (1399): Томас де Пойнингс, лорд Сент-Джон (ум. 1429);
        4. Эдмунд Мортимер (1376—1409?), союзник Оуайна Глендура в период восстания против короля Генриха IV; жена: Екатерина Глендур (ум. 1413), дочь Оуайна Глендура;
          1. Лайонел (ум. в детстве);
          2. дочери (ум. 1413);

      2. Марджери Мортимер; муж: Джон, лорд Одли;

  2. Роджер Мортимер (ум. до 1330); жена (1321): Джоанна Батлер, дочь Эдмунда Батлера;
  3. Джеффри Мортимер, лорд Товит, арестован вместе с отцом в 1330 г.;
  4. Джон Мортимер, убит на турнире в 1328 г.;
  5. Беатриса Мортимер (ум. 1383); 1-й муж (1328): Эдвард (ум. 1334), сын Томаса Бразертона, графа Норфолка; 2-й муж (до 1337): Томас де Браоз (ум. 1361);
  6. Агнесса Мортимер; муж (1327): Лоренс Гастингс, граф Пембрук (ум. 1348);
  7. Екатерина Мортимер (ум. 1369); муж (1319): Томас де Бошан, 11-й граф Уорик (ум. 1369);
  8. Джоанна Мортимер (ум. 1351); муж (1330): Джеймс, лорд Одли;
  9. Маргарита Мортимер (ум. 1337); муж (после 1320): Томас де Беркли, 3-й барон Беркли (ум. 1361);
  10. Мод Мортимер; муж (1319): Джон Черлтон, 2-й лорд Черлтон (ум. 1360);
  11. Бланка Мортимер (ум. 1347); муж (1330): Пирс де Грансон;
2. Хью Мортимер, священник в Радноре;
3. Мод Мортимер (ум. 1312); муж (1302): Теобальд, барон де Верден (ум. 1316);
4. Джоанна Мортимер, монахиня в Лингбруке;
5. Элизабет Мортимер, монахиня в Лингбруке;